# Parrotia subaequalis
Parrotia subaequalis är en växtart som först beskrevs av Hung T. Chang, och fick sitt nu gällande namn av R.M. Hao och H.T. Wei. Parrotia subaequalis ingår i släktet papegojbuskar, och familjen trollhasselväxter. Inga underarter finns listade i Catalogue of Life.